# Jembatankik
Jembatankik ist ein Ortsteil des Ortes Hera im osttimoresischen Suco Hera (Verwaltungsamt Cristo Rei, Gemeinde Dili).

## Geographie
Jembatankik liegt im Westen des Ortes Hera in einer Meereshöhe von 19 m. Durch den Ortsteil führt die Avenida Hera, die den Ort Hera mit der Landeshauptstadt Dili im Westen verbindet. Die Nordseite der Straße gehört zur Aldeia Halidolar, die Südseite zur Aldeia Mota Quic. Auch das Flussbett des Quiks führt durch Jembatankik, führt aber nur in der Regenzeit Wasser. Im Westen schließen sich die Ortsteile Besidada und Berukulun an.
Im Süden befindet sich das Karmelitinnenkloster von Hera (Convento de Freiras Carmelitas Contemplativas em Hera) und am Quik eine Dominikanerschule.